# Les Souhesmes-Rampont
Souhesmes-Rampont – miejscowość i gmina we Francji, w regionie Grand Est, w departamencie Moza.
Według danych na rok 1990 gminę zamieszkiwało 295 osób, a gęstość zaludnienia wynosiła 14 osób/km² (wśród 2335 gmin Lotaryngii Souhesmes-Rampont plasuje się na 755. miejscu pod względem liczby ludności, natomiast pod względem powierzchni na miejscu 154.).